# Max Kully
Max  Kully, eigentlich Maximilian Kully (* 20. August 1878; † 1. Oktober 1936, Bürgerort Arlesheim), war ein Schweizer katholischer Pfarrer in Arlesheim von 1913 bis 1936, der in seinen Vorträgen und Schriften als Gegner Rudolf Steiners bekannt wurde.

## Leben
Maximilien „Max“ Kully war der Sohn des Wilhelm Kully (1848–1915) und stammte aus Olten. Sein Urgroßvater war der Politiker Eugen Madeux. Er machte zunächst eine Ausbildung zum Kaufmann und studierte danach auf dem zweiten Bildungsweg Theologie. 1910 wurde er zum Priester geweiht, wirkte kurzzeitig als Pfarrvikar in Luzern und wurde Dorfpfarrer in Arlesheim, der Nachbargemeinde von Dornach. Von 1914 bis 1917 war er Redakteur des Katholischen Sonntagsblatt des Kantons Baselland und seiner Umgebung, dessen Leitung er an den ultramontanen Pfarrer Markus Arnet (1885–1951) abgab.
Kully, ein Anhänger der action française, war ein Gegner der Anthroposophischen Gesellschaft und besonders Rudolf Steiners, gegen den er mehrere Schriften und Beiträge im Katholischen Sonntagsblatt zunächst unter den Pseudonymen Spektator und Hilarius publizierte. Aus Anthroposophenkreisen nahm insbesondere Roman Boos Gegenstellung zu den Schmähschriften, dazu auch Louis Michael Julius Werbeck 1924. 1921 und 1924 strebte Kully Beleidigungsprozesse gegen Rudolf Steiner und die Anthroposophische Gesellschaft an. Der Prozess wurde gewonnen und das Urteil musste auf Kosten der Beklagten in der Wochenschrift «Das Goetheanum» veröffentlicht werden. Zu Kullys Versuchen, den Bau des Dornacher Goetheanums zu verhindern, siehe auch Erstes Goetheanum. Nach Steiners Tod 1925 rechnete er noch einmal mit dem 1926 erschienenen Die Wahrheit über die Theo-Anthroposophie als eine Kulturverfallserscheinung mit dem „Steinerismus“ ab.

## Schriften
- Die Wahrheit über Dr. Steiner (zur Aufklärung). Erweitertes Referat von M. Kully, Pfarrer von Arlesheim gehalten am Eidgenössischen Bettag 1920 zu Dornach. Otto Walter, Olten 1920.
- Das Geheimnis des Tempels von Dornach. (Erweiterter Sonderabdruck aus dem Katholischen Sonntagsblatt für Baselland und Umgebung).
  - Teil 1: Das Geheimnis des Tempels von Dornach: Geschichtliches über die Theosophie und ihre Ableger. [Selbstverlag], [Hersteller]: Basler Volksblatt, Basel 1920. Auch in 4. Auflage.
  - Teil 2: Die Geheimnisse des Tempels von Dornach: Geheimtempel, Geheimlehrer, Geheimlehre, Geheimschulung, Geheimschüler. Aufklärung und Mahnwort an das Schweizervolk. [Selbstverlag], [Hersteller]: Basler Volksblatt, Basel 1921. Auch in 2., vermehrten Auflage.
- Die Wahrheit über die Theo-Anthroposophie als eine Kulturverfallserscheinung. Ein Beitrag zur Geschichte des Okkultismus der Gegenwart, speziell des Steinerismus. Selbst-Verlag durch „Basler Volksblatt“, Basel 1926. Mit Porträt. - Nachdruck: Michael Hahn, Dresden 2018, ISBN 978-3-96401-003-2.